# Palazzo Mocenigo alla Giudecca

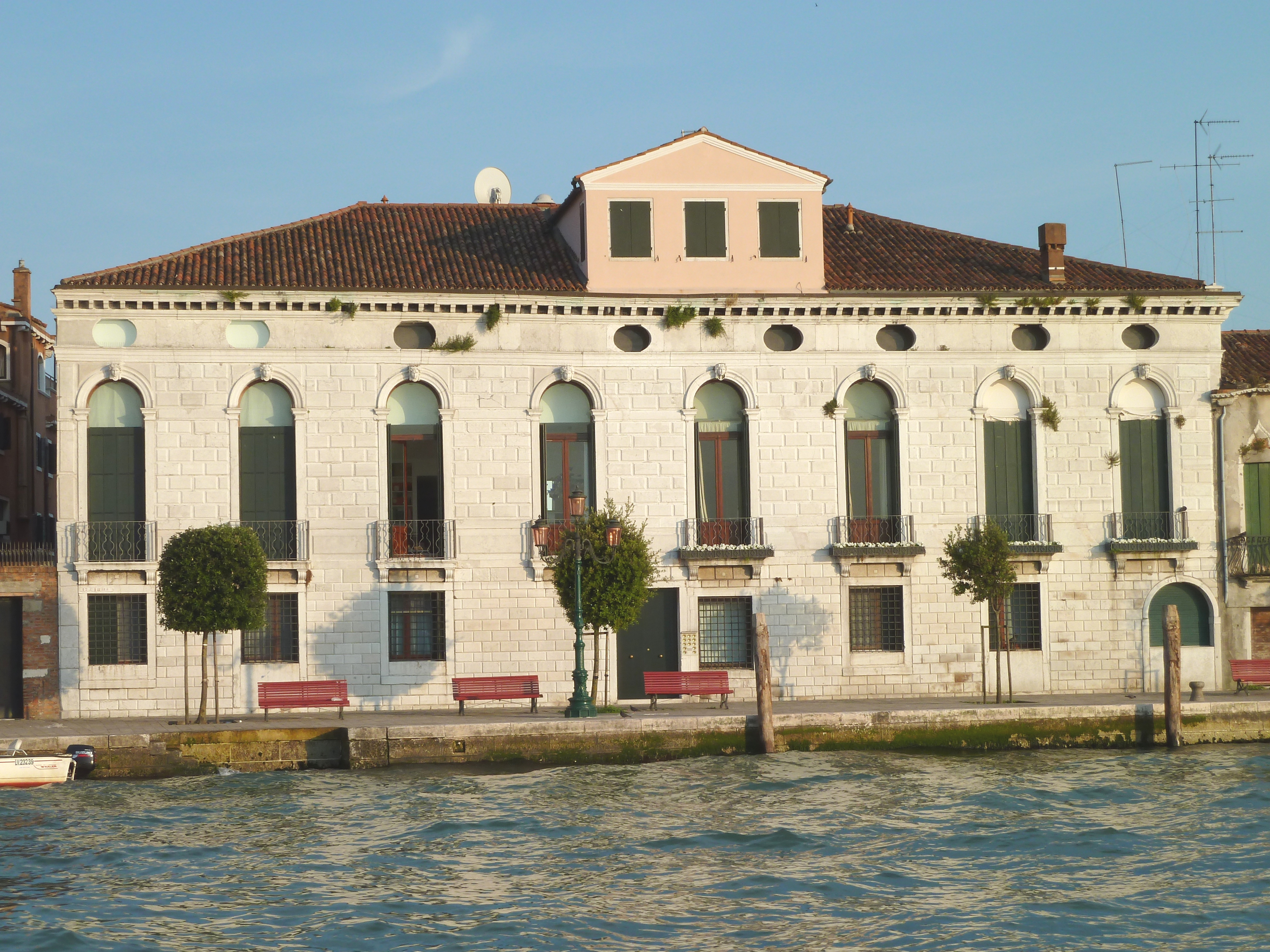
Palazzo Mocenigo alla Giudecca

Palazzo Mocenigo alla Giudecca ist ein Palast in Venedig in der italienischen Region Venetien. Er liegt auf der Insel Giudecca im Sestiere Dorsoduro mit Blick auf den Canale della Giudecca in der Nähe der Kirche Santa Maria della Presentatione (Chiesa della Zitelle).

## Geschichte
Dieser Palast war das „Landhaus“ der Familie Mocenigo und wurde im 16. Jahrhundert errichtet als die Insel Giudecca zu einem Erholungs- und Ferienort wurde. Tatsächlich scheint es, dass der Doge Alvise Mocenigo I. den Sommer in diesem Palast verbracht hat.
Zwischen dem 17. und 19. Jahrhundert wurde der Palast grundlegend umgebaut, wodurch viele charakteristische Elemente verloren gingen und er sein heutiges Aussehen erhielt.
Heute sind im gründlich umgebauten Inneren zahlreiche kleine Appartements untergebracht.

## Beschreibung

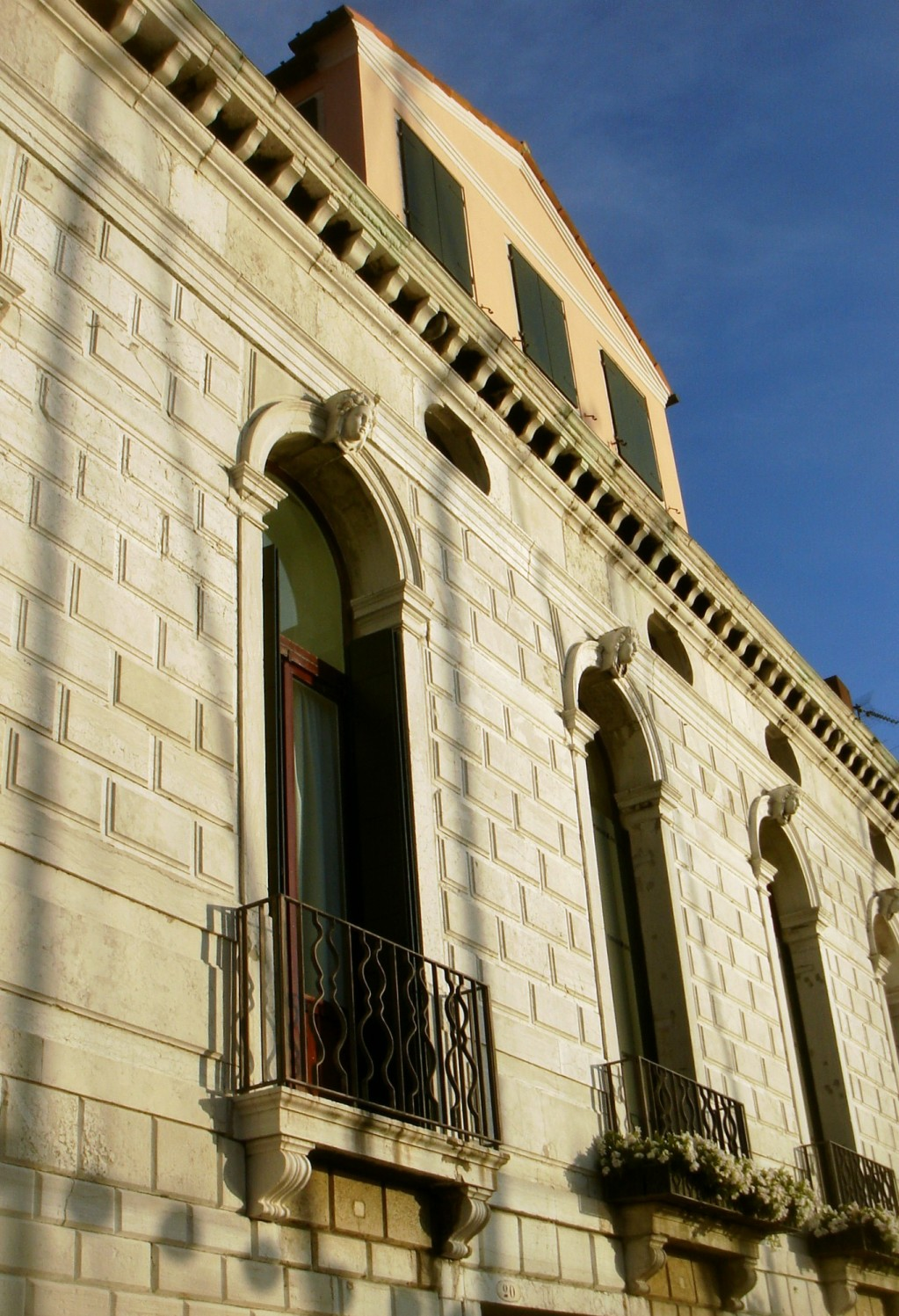
Detail der Fassade mit den Einzelfenstern im Hauptgeschoss und der Dachgaube

Der Palazzo Mocenigo ist ein Gebäude mit zwei Stockwerken und breiter Fassade. Diese ist mit Bossenwerk aus istrischem Kalkstein verkleidet.
Im Erdgeschoss gibt es eine Reihe kleiner, rechteckiger Fenster, in deren Mitte sich das Eingangstor befindet; es ist klein und unscheinbar. Heute deutlich umgebaut, entsprach es noch im 18. Jahrhundert dem Original, wie man auf einer Gravierung von Coronelli sehen kann.
Das Hauptgeschoss ist durch acht einzelne Rundbogenfenster charakterisiert, die mit Geländern aus Schmiedeeisen und Maskaronen auf den Schlusssteinen versehen sind. Damit korrespondieren ovale Öffnungen im Zwischengeschoss unter dem Dach, die im 19. Jahrhundert angebracht wurden.
Fast in der Mitte des Daches wurde im 19. Jahrhundert eine Dachgaube aufgesetzt, die nicht zu den Linien der Fassade zum Kanal hin passt.
Die südliche Fassade ist gut erhalten und zeigt zum Privatgarten des Palastes hin. Sie zeugt von der alten Ordnung der kleinen Paläste, die die venezianischen Adligen im 16. Jahrhundert bauen ließen. Tatsächlich war Giudecca eine Insel der Gärten und ein Ort, an dem man sich zur Erholung und Erbauung zurückzog.